# Pelvis renal (bazinet)
Pelvisul renal, cunoscut pe scurt sub numele de bazinet, este o componentă a rinichilor, a sistemului excretor și a aparatului urinar. Se află înăuntrul rinichilor, fiind primul loc pe unde intră arterele renale pentru a transporta sânge oxigenat de la inimă la nivelul rinichilor. Piramidele renale reprezintă continuități ale bazinetului, sângele ajungând la ele prin intermediul canalelor pelvisului. Alcătuind o parte din hilul renal, bazinetul prezintă o scurtă continuitate în afara rinichiului, care se prelungește sub forma ureterelor până la vezica urinară. Rolul principal al pelvisului renal este acela de a colecta urina produsă și provenită din nefron, aflat la nivelul piramidelor renale.